# La Vie Electronique 9
La Vie Electronique 9 (LVE9) is een muziekalbum van Klaus Schulze, dat in 2011 voor de eerste keer als aparte set werd uitgegeven. Het bevat zowel live-opnamen (af en toe valt publiek te horen) als studio-opnamen.
Schulze had in de jaren 70 zoveel inspiratie dat hij lang niet al zijn muziek kwijt kon in de reguliere uitgaven die toen via Virgin Records uitkwamen. Daarbij is zijn stijl in de afgelopen decennia nauwelijks gewijzigd, alhoewel de albums met zangeres Lisa Gerrard, die rond 2008 verschenen, een donkerder geluid laten horen. LVE9 laat live/studio-opnamen horen uit het tijdperk, dat digitale toetsinstrumenten (nog) niet voorhanden waren en er gewerkt moest worden met de voorlopers van de synthesizer en de synthesizers zelf. Klaus Schulze zat tijdens concerten bijna geheel ingebouwd in de elektronische apparatuur. Delen van de opnamen van LVE9 waren eerder uitgegeven in de Jubilee Edition en The Ultimate Collection die in de jaren 90 verschenen, maar inmiddels uitverkocht zijn.

## Musici
- Klaus Schulze – synthesizers
- Rainer Bloss – synthesizers

## Muziek
| Nr. | Titel                                                                                                | Duur  |
| --- | --- | ----- |
| 1.  | Ludwig Revisited (A. Cozy Ludwig, B. Watchful Ludwig, C. Marching Ludwig, D. Spooky Ludwig)          | 21:30 |
| 5.  | Peg Leg Dance (A. Dance 1, B. Dance 2, C. Dance 3, D. Dance 4, E. Dance 5, F. Peg Leg dream and out) | 39:21 |
| 11. | Die spirituelle Kraft des Augenblicks                                                                | 15:32 |

| Nr. | Titel | Duur  |
| --- | --- | ----- |
| 1.  | Seltsam statisch (A. Der anachronistische Hang, B. Diese etüdenhafte Kategorie, C. Rationierte Ereignisreihe) | 21:32 |
| 4.  | Verblüffe sie! (A. Verblüffe sie!, B. Kaukasischer Keller,C.Artificial life,D.Lune malade)                    | 34:22 |
| 8.  | Kompromislose Inventions                                                                                      | 15:50 |
| 9.  | Interview (1984)                                                                                              | 7:10  |

| Nr. | Titel | Duur  |
| --- | --- | ----- |
| 1.  | National radio waves (A.Soudscapes, B.On the wire, C.A corny concerto, D. The late world noise, E. One in the jungle, F. Blue moon, G.The garden of earthly delight) | 53:05 |
| 8.  | The Midas touch (A.Land beneath the ground, B.Cave of Ali Baba) | 20:12 |
| 10. | Interview (1984) | 4:00  |